# أحمد بن منصور الشيرازي
أبو العباس أحمد بن منصور بن ثابت الشيرازي. توفي 382 هـ أحد العلماء ومن رواة الحديث عند أهل السنة والجماعة.
كان ذا رحلة واسعة في طلب الحديث، فقال الحاكم النيسابوري: «كان أحد الرحالة في طلب الحديث، المكثرين من السماع والجمع، ورد نيسابور سنة ثمان وثلاثين وثلاثمائة وأقام بها سنين ثم خرج إلى هراة وانحدر منها إلى مرو الروذ، ودخل مرو وجمع من الحديث ما لم يجمعه غيره، ودخل العراق والشام، ثم انصرف إلى شيراز، وصار في القبول عندهم بحيث يضرب به المثل.» وروي أنه كتب عن الطبراني ثلاثمائة ألف حديث.

## شيوخه وتلاميذه
- شيوخه ومن روى عنهم:[3]

حدث بدمشق عن: الكبراني والقاسم بن القاسم السياري، وعبد الله بن جعفر بن فارس الإصبهاني، والحسن بن عبد الرحمن الرامهرمزي، وجماعة.
- تلاميذه ومن روى عنه:[3]

وعنه: أبو نصر الإسماعيلي، وأبو عبد الله الحاكم، وتمام الرازي.